# Język askopan
Język askopan, także eivo – język papuaski używany przez grupę ludności w prowincji Bougainville w Papui-Nowej Gwinei. Według danych z 2000 roku posługuje się nim 5 tys. osób.
Należy do rodziny języków północnej Bougainville. Sami użytkownicy wyróżniają trzy dość odrębne dialekty.
Jest zapisywany alfabetem łacińskim.